# سیدحشمت‌الله جاسمی
سیدحشمت‌الله جاسمی نمایندهٔ حوزهٔ انتخابیهٔ قصرشیرین، سرپل ذهاب و گیلانغرب در دورهٔ هفتم مجلس شورای اسلامی بوده‌است.